# Alphäus
Alphäus ist ein im Neuen Testament zweifach vorkommender Name.

## Neues Testament
Im Markus-Evangelium wird ein Zöllner Levi, Sohn des Alphäus, erwähnt (Mk. 2,14).
In den Jüngerlisten der Evangelien und der Apostelgeschichte wird ein Jünger namens Jakobus aufgezählt, der zur Unterscheidung von dem häufiger erwähnten Jesus-Jünger Jakobus Zebedäus als „Sohn des Alphäus“ identifiziert wird (Mt.10,3; Mk.3,18; Lk.6,15; Apg.1,13).
Der männliche Personenname altgriechisch Ἁλφαῖος Halphaĩos entspricht dem aramäischen Namen Chalpai (חלפי) bzw. dem hebräischen Namen Chalpi (חלפי).

## Christliche Kunst

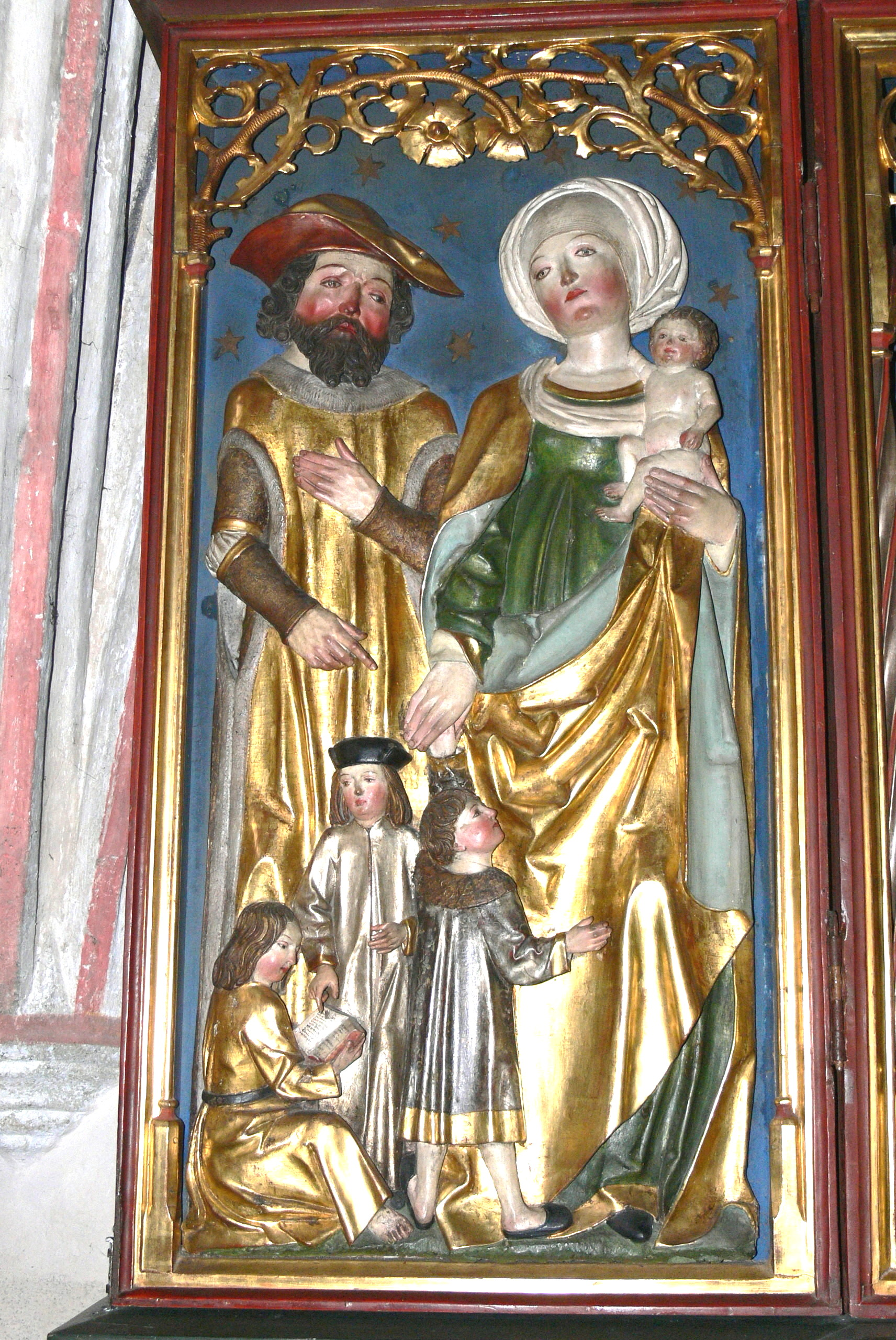
Alphäus mit seiner Frau Maria Cleophae und den Kindern Jakobus minor, Joseph, Simon Zelotes und Judas Thaddäus, Altar der Heiligen Sippe, Langenzenn (Bayern)

Alphäus, der in Teilen der Tradition überdies mit (dem Bruder des Joseph von Nazareth?) Kleophas identifiziert wurde, erscheint immer wieder in Darstellungen der Heiligen Sippe, mit der heiligen Anna, mit seiner Frau Maria Kleophae (Joh 19,25) und seinen vier Kindern. Er wird meist jugendlich mit Bart dargestellt, die Kleidung richtet sich meist nach der Mode der Zeit.